# 土曜ワイドラジオTOKYO
『久米宏の土曜ワイドラジオTOKYO』（くめひろしのどようワイドラジオトーキョー）とは、1978年4月8日から1985年3月30日までTBSラジオ（当時は東京放送のラジオ部門）で毎週土曜日に生放送されていた、最長8時間の大型ワイド番組である。

## 概要
TBSラジオ土曜の生ワイド『土曜ワイドラジオTOKYO』シリーズの第3弾である。当時テレビの『ぴったし カン・カン』や『ザ・ベストテン』で司会を務めていたTBSアナウンサーの久米宏がパーソナリティを務めていた。久米はTBS入社からしばらくの間はラジオでの仕事が多く、一連の土曜ワイドシリーズ（『永六輔の土曜ワイドラジオTokyo』→『三國一朗の土曜ワイドラジオTokyo』）で街頭レポーター「なんでも中継!!」を担当した。久米は、永六輔時代から継続していた口調で、番組を引き継いで、持ち前のスピード感あるしゃべりでたちまち人気者となり、番組自体も人気番組となっていった。
毒蝮三太夫がMCの『ミュージックプレゼント』は、土曜日に放送されていた時代にはこの『土曜ワイド』シリーズに内包されており、この番組となっても続いていたが、週休2日制の定着により、1981年1月31日をもって土曜日の放送を終了した。
この番組で人気を確かなものにした久米は、1979年6月にTBSを退職してフリーアナウンサーへ転じたが、『ぴったし カン・カン』、『ザ・ベストテン』とこの『土曜ワイドラジオTOKYO』については引き続き担当していた。しかし、1985年10月7日にスタートする『ニュースステーション』に備え、同年3月いっぱいでテレビ・ラジオ双方のレギュラー番組を降板したため（日本テレビの『おしゃれ』に関してはスポンサーだった資生堂との兼ね合いから1987年4月3日の最終回まで出演）、同年3月30日限りでこの番組も終了。久米はこれをもって15年間出演した『土曜ワイドラジオTOKYO』を降板した。
なお、最終回で久米は永・三國時代を通算して「15年間お送りした…」と『土曜ワイドラジオTOKYO』自体が最終回のように説明しているが、後述の通りシリーズは継続している。
久米が降板した後には、毒蝮がパーソナリティの『毒蝮三太夫の土曜ワイド商売繁盛』（この番組のみTOKYOがタイトルに含まれない）がスタートしたが、これ以降の『土曜ワイド』は午前主体となり、放送時間が大幅に縮小された。
番組冒頭は、リポーターが中継先の街頭を行く市民にインタビューをし、そこで「○月○日、（インタビューされた人の名前）、土曜ワイドラジオTOKYO」とコールしてもらうオープニングであった。生放送ゆえ、1978年8月19日の放送で「土曜ワイド ラジオ関東」と間違ってコールしてしまったことがあった(ラジオ関東はアール・エフ・ラジオ日本の当時の局名)。即座に、女性レポーターが慌てて訂正し、インタビューされた人も訂正している。
「ラジオTOKYO」とは、TBSラジオの初期の局名「ラジオ東京」でもある（ただし、ほぼ同じようなタイトルをつけていた系列局のRKBラジオの『土曜ワイドラジオ九州』とは特に関連・交流はなかった）。この言い間違いに関し久米は、当日のオープニングで、「ラジオ東京というのはTBSラジオ（東京放送）の昔の局名でありまして、私（久米）はラジオ東京の時代はよく知らないし、若い人もTBSラジオのほうがよくご存じのはずですが、ある程度のお歳の方はTBSよりもラジオ東京のほうが親しみを覚えるかと思います。だから若い方はラジオTOKYO（東京）とはすぐに思い浮かばず、『ラジオ関東』と言ってしまったのかもしれない」とコメントした。
人気シリーズに「久米宏の素朴な疑問」というコーナーがあった。これは、リスナーから寄せられた素朴な疑問・質問に久米が関係箇所へ直撃電話をして回答してもらうという企画だったが、会社などが週末休業ということもあり回答になかなかたどり着けないこともあった。

## 放送時間
いずれも日本標準時。
- 土曜 9:05 - 17:00 （1978年4月8日 - 1982年3月27日）
- 土曜 9:00 - 17:00 （1982年4月3日 - 1983年4月9日）（1983年10月15日 - 1984年4月7日）
- 土曜 9:00 - 16:45 （1983年4月16日 - 1983年10月8日）
- 土曜 9:00 - 16:30 （1984年4月14日 - 1985年3月30日） - ロサンゼルスオリンピック開催時には16:00まで放送。

## 出演者
- 久米宏
- 岩崎直子
- 石井和子 - アシスタントを担当。
- 毒蝮三太夫
- 吉川美代子
- 楽衛 - ニュースキャスターを担当。

## コーナー
- 9時台 - 10時台
  - ららぽーと さわやか広場
  - サウンドスナップ
  - バラのカレンダー
  - 有名人のお宅訪問
  - おめでとう結婚記念日
  - あんな話こんな話
  - 秋山ちえ子の談話室 - 1981年1月31日まで放送。
  - 東食ミュージックプレゼント - 1981年1月31日まで放送。
- 11時台
  - 電リクダービー歌謡ベストテン - 他のランキング番組と大きく異なる点は、タイトルにちなんで競馬で取り入れられている「ハンデキャップ」制が設けられ、ランキング上位を重ねるごとにハンデキャップが増えるため、同一楽曲が1位を保持していくのには困難になっていた。
  - 永六輔の誰かとどこかで - 1981年1月31日まで放送。
- 12時台 - 14時台
  - スペシャルゾーン - 週替わり企画。
  - 蝮のラジオ体操
- 15時台
  - 久米宏のコーヒーブレイク
  - 資生堂デートサロン
- 16時台
  - 蝮センター4時 - タイトルは『ニュースセンター9時』（NHK総合テレビ）のパロディ。
  - おすぎとピーコの週末情報
  - フラッシュインタビュー
  - エンディング - テーマ曲をBGMにニュース、交通情報、次週の予告、全出演者の名前を紹介。

## 番組テーマ曲
- ラブ・アドベンチャー（東芝EMI / 作曲：筒美京平 / 演奏：紅の翼） - 『THE HIT MAKER -筒美京平の世界-』 (#Disc6) オリジナル・サウンドトラックに収録。